# Peio
Peio é uma comuna italiana da região do Trentino-Alto Ádige, província de Trento, com cerca de 1.845 habitantes. Estende-se por uma área de 160 km², tendo uma densidade populacional de 12 hab/km². Faz divisa com Martello (BZ), Valfurva (SO), Rabbi, Ponte di Legno (BS), Vermiglio, Ossana e Pellizzano.